# Orakelknochen

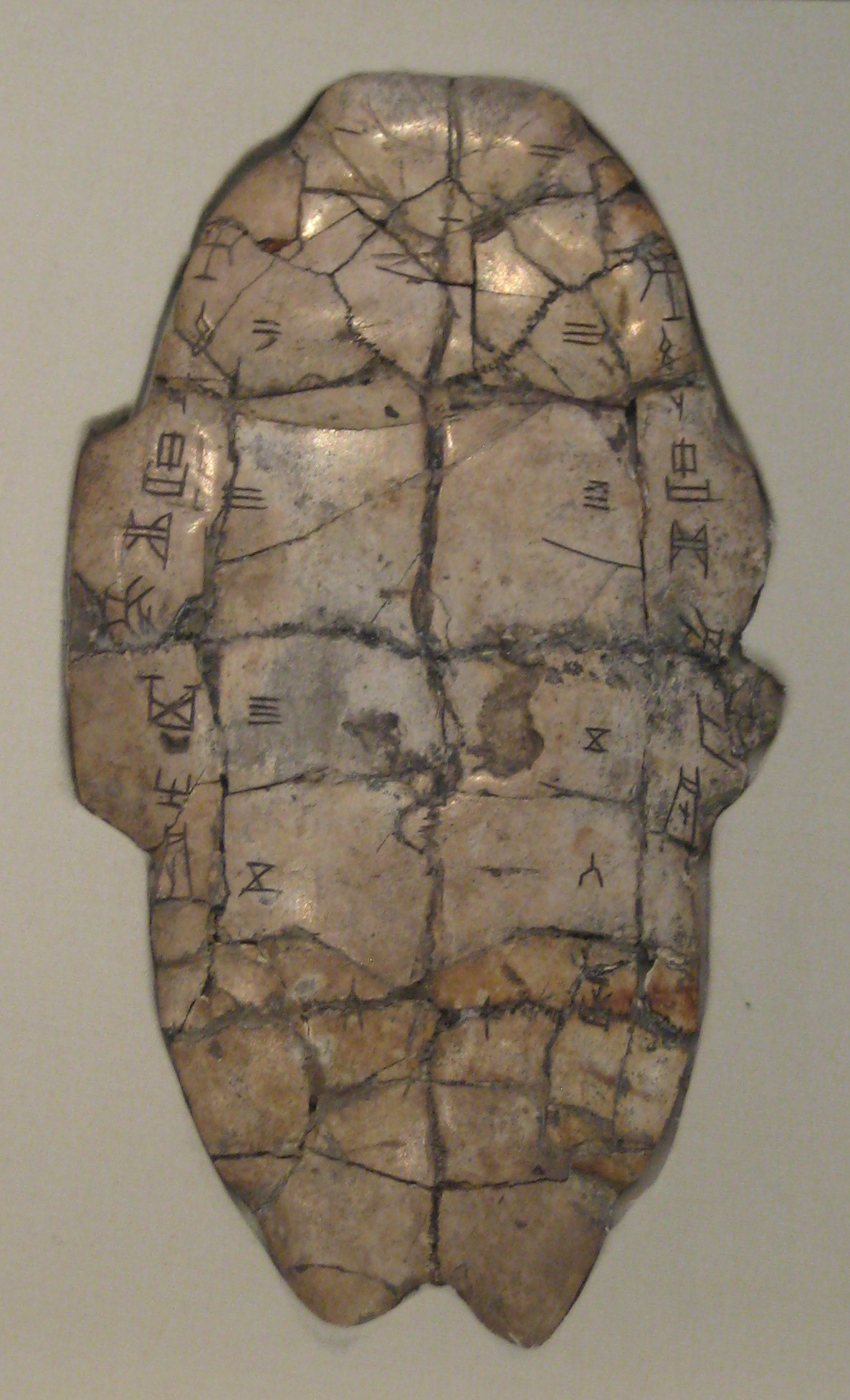
Orakel-Schriftzeichen auf einem Schildkrötenpanzer

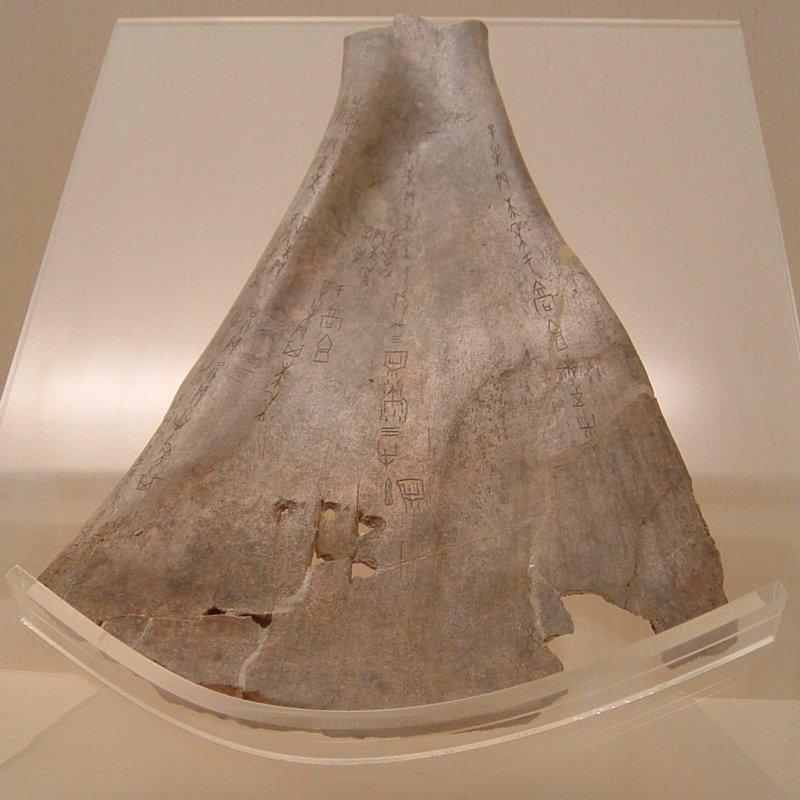
Ein Orakelknochen

Auf Orakelknochen (chinesisch 甲骨, Pinyin Jiǎgǔ – „Knochenpanzer“) aus Yinxu, die während der Shang-Dynastie (ca. 1600–1000 v. Chr.) entstanden, finden sich die ersten Zeugnisse der chinesischen Schrift, die sogenannte Orakel-Schrift (甲骨文,  Jiǎgǔwén – „Knochenpanzerschrift“), auch Orakelknocheninschrift (甲骨卜辭 / 甲骨卜辞,  Jiǎgǔ Bǔcí – „Knochenpanzerorakelschrift“) genannt oder als Schildkrötenpanzer- und Tierknochenschrift (龜甲獸骨文 / 龟甲兽骨文,  guījiǎ shòugǔwén) bekannt.
Sie dienten der Weissagung mit dem sogenannten Tierknochen-Orakel. Bei der Befragung des Orakels wurden die Knochen mit heißen Gegenständen erhitzt, um den Willen der Ahnen zu erfahren. Die beim Erhitzen entstehenden Risse und Sprünge wurden als Antwort der Ahnen interpretiert. Für jede Befragung wurden die Knochen mit einem Vorwort, der Absichtserklärung oder dem Wunsch, der Anzahl und Deutung der Risse, der daraus geschlussfolgerten Voraussage und der Bestätigung ihres Eintretens beschriftet. Dabei wurden die Informationen häufig auf mehrere nummerierte Knochen verteilt. Anschließend wurden die Orakelknochen archiviert.
Heute leisten sie einen erheblichen Beitrag zur Erforschung der frühen chinesischen Schrift. Das bisher erst zu einem Drittel verständliche Vokabular umfasste bereits rund 4.500 verschiedene Schriftzeichen.
Die ersten beschriebenen Orakelknochen wurden 1899 bei Anyang entdeckt. Als Entdecker gilt Wang Yirong (王毅榮,  Wáng yìróng), ein hoher chinesischer Beamter der ausgehenden Qing-Dynastie, zusammen mit seinem Freund Liu E (劉鶚,  Liú è). Als Wang sich aufgrund eines fieberhaften Infekts mit traditioneller chinesischer Medizin versorgen wollte, bemerkte Liu, wie der Apotheker einen vermeintlichen „Drachenknochen“ pulverisieren wollte, auf dem Einritzungen zu sehen waren. Liu war mit Beschriftungen von antiken chinesischen Bronzegefäßen vertraut und erkannte, dass es sich bei den Knochenritzungen um wichtige historische Objekte aus der Frühzeit Chinas handelte. Die Knochen wurden dem Apotheker abgekauft. 1903 veröffentlichte Liu Abpausungen der Knochenzeichnungen und in den Jahren 1912 bis 1916 gab er dazu eine detaillierte Abhandlung in drei Bänden heraus.
Später förderten die ersten systematischen archäologischen Ausgrabungen (1928–1937) bei Anyang eine Vielzahl von Orakelknochen zutage. Heute beträgt die Anzahl der gefundenen Orakelknochen über 100.000 und die Fundstätte bei Anyang ist in das Weltkulturerbe der UNESCO aufgenommen worden.
Siehe auch: Bronzeinschrift